# Hájky (Sány)
Hájky (deutsch Hajka) ist eine Einschicht der Gemeinde Sány in Tschechien. Sie liegt zehn Kilometer südöstlich von Poděbrady und gehört zum Okres Nymburk.

## Geographie
Hájky befindet sich in der Středolabské tabule (Tafelland an der mittleren Elbe). Nördlich der Ansiedlung verläuft die Dálnice 11 / E 67, im Osten die Staatsstraße II/328 zwischen Městec Králové und Kolín. Östlich und südlich von Hájky fließt der Bach Chrčická svodnice. Im Nordosten erhebt sich die Kozí hůra (272 m n.m.), östlich der Kostelík (261 m n.m.).
Nachbarorte sind Dobšice im Norden, Žehuň und Choťovice im Nordosten, Polní Chrčice im Osten, Ohaře, Na Farmě und Němčice im Südosten, Jestřabí Lhota im Süden, Volárna, Karolín, Bačov und Velký Osek im Südwesten, Kanín im Westen sowie Sány im Nordwesten.

## Geschichte
An der Stelle von Hájky befand sich bis in die 1860er Jahre der Eichenwald Hajka mit einem herrschaftlichen Forsthaus. Im Jahre 1862 ließ der neue Besitzer der Grundherrschaft Kolin, Franz Horsky, den Wald roden und neben dem ehemaligen Forsthaus den Meierhof Hajka anlegen. Der Hof gehörte zu einer Reihe von Horsky nach dem Erwerb der Herrschaft errichteter landwirtschaftlicher Mustergüter.
Entsprechend dem letzten Willen des Gründers übergab die Witwe Karoline Horsky von Horskysfeld den Hof 1877 ihrem verwitweten Schwiegersohn Hans von Berlepsch. Im Jahre 1891 verkaufte von Berlepsch den Hof Hajka an den Besitzer der Grundherrschaft Podiebrad Philipp Ernst zu Hohenlohe-Schillingsfürst.
Nach der Gründung der Tschechoslowakei wurde der Podiebrader Großgrundbesitz im Zuge der Bodenreform aufgeteilt und der verbliebene Rest 1922 an Josef Hyross d. J. verkauft. Nach dem Februarumsturz wurde der Hof 1948 enteignet und der JZD angegliedert. Nach der Samtenen Revolution 1989 erfolgte die Privatisierung des maroden Hofes. Seit 1994 betreibt die Šumbor s.r.o. an der Stelle des Hofes einen Recycling- und Bauschuttlagerplatz. Sämtliche Gebäude des Hofes wurden abgebrochen. Erhalten sind nur zwei kleinere Nebengebäude.